# Brunel Fucien
Brunel Fucien (Port-au-Prince, 26 agosto 1984) è un calciatore haitiano, di ruolo attaccante.